# Municipio de Posey (condado de Fayette)
El municipio de Posey (en inglés: Posey Township) es un municipio ubicado en el condado de Fayette en el estado estadounidense de Indiana. En el año 2010 tenía una población de 508 habitantes y una densidad poblacional de 6,3 personas por km².

## Geografía
El municipio de Posey se encuentra ubicado en las coordenadas 39°45′9″N 85°13′58″O / 39.75250, -85.23278. Según la Oficina del Censo de los Estados Unidos, el municipio tiene una superficie total de 80.68 km², de la cual 80,55 km² corresponden a tierra firme y (0,17 %) 0,13 km² es agua.

## Demografía
Según el censo de 2010, había 508 personas residiendo en el municipio de Posey. La densidad de población era de 6,3 hab./km². De los 508 habitantes, el municipio de Posey estaba compuesto por el 99,41 % blancos y el 0,59 % eran de una mezcla de razas. Del total de la población el 0,79 % eran hispanos o latinos de cualquier raza.